# DDR-Meisterschaft im Badminton
Die DDR-Meisterschaften im Badminton wurden seit 1960 ausgetragen. In der ersten Saison wurde nur der DDR-Mannschaftsmeister ausgespielt, erst ein Jahr später folgte die erste Einzelmeisterschaft. Bis zur Saison 1965 / 1966 wurde der dritte Platz ausgespielt, danach wurden immer zwei Bronzemedaillen vergeben. Weitere Titelträger wurden bei den Mannschaften, den Junioren, den Juniorenmannschaften, den Studenten, den Senioren und in Nachwuchsaltersklassen ermittelt.

## Austragungsorte
| Saison      | Ort         | Datum                 |
| ----------- | ----------- | --------------------- |
| 1960 / 1961 | Erfurt      | 6. / 7. Mai 1961      |
| 1961 / 1962 | Leipzig     | 27. / 28. Januar 1962 |
| 1962 / 1963 | Magdeburg   | 4. / 5. Mai 1963      |
| 1963 / 1964 | Berlin      | 2. / 3. Mai 1964      |
| 1964 / 1965 | Rostock     | 24. / 25. April 1965  |
| 1965 / 1966 | Dresden     | 23. / 24. April 1966  |
| 1966 / 1967 | Leipzig     | 22. / 23. April 1967  |
| 1967 / 1968 | Halle       | 27. / 28. April 1968  |
| 1968 / 1969 | Potsdam     | 19. / 20. April 1969  |
| 1969 / 1970 | Erfurt      | 11. / 12. April 1970  |
| 1970 / 1971 | Dresden     | 8. / 9. Mai 1971      |
| 1971 / 1972 | Stendal     | 8. / 9. April 1972    |
| 1972 / 1973 | Hoyerswerda | 7. / 8. April 1973    |
| 1973 / 1974 | Suhl        | 27. / 28. April 1974  |
| 1974 / 1975 | Magdeburg   | 3. / 4. Mai 1975      |

| Saison      | Ort        | Datum                  |
| ----------- | ---------- | ---------------------- |
| 1975 / 1976 | Zwickau    | 8. / 9. Mai 1976       |
| 1976 / 1977 | Greifswald | 21. / 22. Mai 1977     |
| 1977 / 1978 | Freiberg   | 6. / 7. Mai 1978       |
| 1978 / 1979 | Leipzig    | 19. / 20. Mai 1979     |
| 1979 / 1980 | Gotha      | 31. Mai / 1. Juni 1980 |
| 1980 / 1981 | Greifswald | 30. / 31. Mai 1981     |
| 1981 / 1982 | Greifswald | 22. / 23. Mai 1982     |
| 1982 / 1983 | Greifswald | 14. / 15. Mai 1983     |
| 1983 / 1984 | Tröbitz    | 25.–27. Mai 1984       |
| 1984 / 1985 | Dresden    | 17.–19. Mai 1985       |
| 1985 / 1986 | Greifswald | 24. / 25. Mai 1986     |
| 1986 / 1987 | Greifswald | 30. / 31. Mai 1987     |
| 1987 / 1988 | Greifswald | 28. / 29. Mai 1988     |
| 1988 / 1989 | Greifswald | 27. / 28. Mai 1989     |
| 1989 / 1990 | Greifswald | 26. / 27. Mai 1990     |

## Die Meister
| Jahr | Herreneinzel                             | Dameneinzel                                    | Herrendoppel                                                                  | Damendoppel                                                                                | Mixed                                                                         | Mannschaft         |
| ---- | ---------------------------------------- | ---------------------------------------------- | ----------------------------------------------------------------------------- | ------------------------------------------------------------------------------------------ | ----------------------------------------------------------------------------- | ------------------ |
| 1960 | –                                        | –                                              | –                                                                             | –                                                                                          | –                                                                             | Aktivist Tröbitz   |
| 1961 | Gottfried Seemann (Aktivist Tröbitz)     | Rita Gerschner (Traktor Hilbersdorf)           | Gottfried Seemann / Gerolf Seemann (Aktivist Tröbitz)                         | Rita Gerschner / Ruth Preuß (Traktor Hilbersdorf / Post Berlin)                            | Rita Gerschner / Hans Abraham (Traktor Hilbersdorf / EBT Berlin)              | Post Berlin        |
| 1962 | Gottfried Seemann (Aktivist Tröbitz)     | Rita Gerschner (Aktivist Tröbitz)              | Uwe Trettin / Hartmut Münch (Post Berlin)                                     | Rita Gerschner / Annemarie Fritzsche (Aktivist Tröbitz)                                    | Rita Gerschner / Erich Wilde (Aktivist Tröbitz)                               | Aktivist Tröbitz   |
| 1963 | Gottfried Seemann (Aktivist Tröbitz)     | Rita Gerschner (Aktivist Tröbitz)              | Gottfried Seemann / Erich Wilde (Aktivist Tröbitz)                            | Rita Gerschner / Annemarie Fritzsche (Aktivist Tröbitz)                                    | Rita Gerschner / Gottfried Seemann (Aktivist Tröbitz)                         | Aktivist Tröbitz   |
| 1964 | Gottfried Seemann (Aktivist Tröbitz)     | Rita Gerschner (Aktivist Tröbitz)              | Gottfried Seemann / Erich Wilde (Aktivist Tröbitz)                            | Rita Gerschner / Annemarie Seemann (Aktivist Tröbitz)                                      | Rita Gerschner / Gottfried Seemann (Aktivist Tröbitz)                         | Aktivist Tröbitz   |
| 1965 | Gottfried Seemann (Aktivist Tröbitz)     | Rita Gerschner (Aktivist Tröbitz)              | Gottfried Seemann / Erich Wilde (Aktivist Tröbitz)                            | Rita Gerschner / Beate Herbst (Aktivist Tröbitz / HSG DHfK Leipzig)                        | Rita Gerschner / Gottfried Seemann (Aktivist Tröbitz)                         | Aktivist Tröbitz   |
| 1966 | Gottfried Seemann (Aktivist Tröbitz)     | Rita Gerschner (Aktivist Tröbitz)              | Gottfried Seemann / Erich Wilde (Aktivist Tröbitz)                            | Rita Gerschner / Annemarie Seemann (Aktivist Tröbitz)                                      | Rita Gerschner / Gottfried Seemann (Aktivist Tröbitz)                         | Aktivist Tröbitz   |
| 1967 | Gottfried Seemann (Aktivist Tröbitz)     | Ruth Preuß (Einheit Kyritz)                    | Gottfried Seemann / Erich Wilde (Aktivist Tröbitz)                            | Ruth Preuß / Beate Herbst (Einheit Kyritz / HSG DHfK Leipzig)                              | Rita Gerschner / Gottfried Seemann (Aktivist Tröbitz)                         | Aktivist Tröbitz   |
| 1968 | Joachim Schimpke (Aktivist Tröbitz)      | Ruth Preuß (Einheit Kyritz)                    | Joachim Schimpke / Klaus Katzor (Aktivist Tröbitz)                            | Ruth Preuß / Beate Herbst (Einheit Kyritz / HSG DHfK Leipzig)                              | Beate Herbst / Volker Herbst (HSG DHfK Leipzig)                               | Aktivist Tröbitz   |
| 1969 | Edgar Michalowski (Einheit Greifswald)   | Annemarie Richter (BSG Wismut Karl-Marx-Stadt) | Edgar Michalowski / Erfried Michalowsky (Einheit Greifswald)                  | Ruth Preuß / Beate Herbst (Einheit Kyritz / HSG DHfK Leipzig)                              | Karin Kattner / Eberhard Hübner (SG Gittersee)                                | Aktivist Tröbitz   |
| 1970 | Klaus Katzor (Aktivist Tröbitz)          | Monika Thiere (Aktivist Tröbitz)               | Klaus Katzor / Roland Riese (Aktivist Tröbitz)                                | Monika Thiere / Rita Gerschner (Aktivist Tröbitz)                                          | Rita Gerschner / Joachim Schimpke (Aktivist Tröbitz)                          | Aktivist Tröbitz   |
| 1971 | Edgar Michalowski (Einheit Greifswald)   | Monika Thiere (Aktivist Tröbitz)               | Klaus Katzor / Joachim Schimpke (Aktivist Tröbitz)                            | Monika Thiere / Rita Gerschner (Aktivist Tröbitz)                                          | Rita Gerschner / Joachim Schimpke (Aktivist Tröbitz)                          | Aktivist Tröbitz   |
| 1972 | Edgar Michalowski (Einheit Greifswald)   | Monika Thiere (Aktivist Tröbitz)               | Edgar Michalowski / Erfried Michalowsky (Einheit Greifswald)                  | Christine Zierath / Annemarie Richter (Einheit Greifswald / BSG Wismut Karl-Marx-Stadt)    | Monika Thiere / Roland Riese (Fortschritt Tröbitz)                            | Einheit Greifswald |
| 1973 | Edgar Michalowski (Einheit Greifswald)   | Monika Thiere (Aktivist Tröbitz)               | Edgar Michalowski / Klaus Müller (Einheit Greifswald)                         | Monika Thiere / Annemarie Richter (Fortschritt Tröbitz)                                    | Monika Thiere / Roland Riese (Fortschritt Tröbitz)                            | Einheit Greifswald |
| 1974 | Edgar Michalowski (Einheit Greifswald)   | Monika Thiere (SG Gittersee)                   | Wolfgang Böttcher / Joachim Schimpke (HSG DHfK Leipzig / Fortschritt Tröbitz) | Monika Thiere / Jutta Tietze (SG Gittersee)                                                | Monika Thiere / Claus Cassens (SG Gittersee)                                  | Einheit Greifswald |
| 1975 | Edgar Michalowski (Einheit Greifswald)   | Monika Cassens (SG Gittersee)                  | Edgar Michalowski / Erfried Michalowsky (Einheit Greifswald)                  | Angela Michalowski / Christine Zierath (Einheit Greifswald)                                | Angela Michalowski / Erfried Michalowsky (Einheit Greifswald)                 | Einheit Greifswald |
| 1976 | Edgar Michalowski (Einheit Greifswald)   | Monika Cassens (SG Gittersee)                  | Edgar Michalowski / Erfried Michalowsky (Einheit Greifswald)                  | Angela Michalowski / Christine Zierath (Einheit Greifswald)                                | Angela Michalowski / Erfried Michalowsky (Einheit Greifswald)                 | Einheit Greifswald |
| 1977 | Edgar Michalowski (Einheit Greifswald)   | Monika Cassens (HSG Lok HfV Dresden)           | Edgar Michalowski / Erfried Michalowsky (Einheit Greifswald)                  | Angela Michalowski / Christine Zierath (Einheit Greifswald)                                | Angela Michalowski / Erfried Michalowsky (Einheit Greifswald)                 | Einheit Greifswald |
| 1978 | Joachim Schimpke (Fortschritt Tröbitz)   | Monika Cassens (HSG Lok HfV Dresden)           | Edgar Michalowski / Erfried Michalowsky (Einheit Greifswald)                  | Monika Cassens / Astrit Schreiber (HSG Lok HfV Dresden / Fortschritt Hohenstein-Ernstthal) | Angela Michalowski / Erfried Michalowsky (Einheit Greifswald)                 | Einheit Greifswald |
| 1979 | Edgar Michalowski (Einheit Greifswald)   | Monika Cassens (HSG Lok HfV Dresden)           | Edgar Michalowski / Erfried Michalowsky (Einheit Greifswald)                  | Monika Cassens / Angela Michalowski (HSG Lok HfV Dresden / Einheit Greifswald)             | Monika Cassens / Edgar Michalowski (HSG Lok HfV Dresden / Einheit Greifswald) | Einheit Greifswald |
| 1980 | Erfried Michalowsky (Einheit Greifswald) | Monika Cassens (HSG Lok HfV Dresden)           | Edgar Michalowski / Erfried Michalowsky (Einheit Greifswald)                  | Monika Cassens / Angela Michalowski (HSG Lok HfV Dresden / Einheit Greifswald)             | Monika Cassens / Edgar Michalowski (HSG Lok HfV Dresden / Einheit Greifswald) | Einheit Greifswald |
| 1981 | Erfried Michalowsky (Einheit Greifswald) | Monika Cassens (HSG Lok HfV Dresden)           | Edgar Michalowski / Erfried Michalowsky (Einheit Greifswald)                  | Monika Cassens / Ilona Michalowsky (HSG Lok HfV Dresden / Einheit Greifswald)              | Monika Cassens / Edgar Michalowski (HSG Lok HfV Dresden / Einheit Greifswald) | Einheit Greifswald |
| 1982 | Thomas Mundt (Einheit Greifswald)        | Monika Cassens (HSG Lok HfV Dresden)           | Edgar Michalowski / Erfried Michalowsky (Einheit Greifswald)                  | Monika Cassens / Ilona Michalowsky (HSG Lok HfV Dresden / Einheit Greifswald)              | Monika Cassens / Edgar Michalowski (HSG Lok HfV Dresden / Einheit Greifswald) | Einheit Greifswald |
| 1983 | Erfried Michalowsky (Einheit Greifswald) | Monika Cassens (HSG Lok HfV Dresden)           | Edgar Michalowski / Erfried Michalowsky (Einheit Greifswald)                  | Monika Cassens / Petra Michalowsky (HSG Lok HfV Dresden / Einheit Greifswald)              | Petra Michalowsky / Erfried Michalowsky (Einheit Greifswald)                  | Einheit Greifswald |
| 1984 | Edgar Michalowski (Einheit Greifswald)   | Petra Michalowsky (Einheit Greifswald)         | Frank-Thomas Seyfarth / Jens Scheithauer (Fortschritt Tröbitz)                | Monika Cassens / Petra Michalowsky (HSG Lok HfV Dresden / Einheit Greifswald)              | Petra Michalowsky / Erfried Michalowsky (Einheit Greifswald)                  | Einheit Greifswald |
| 1985 | Thomas Mundt (Einheit Greifswald)        | Monika Cassens (HSG Lok HfV Dresden)           | Edgar Michalowski / Erfried Michalowsky (Einheit Greifswald)                  | Monika Cassens / Petra Michalowsky (HSG Lok HfV Dresden / Einheit Greifswald)              | Petra Michalowsky / Erfried Michalowsky (Einheit Greifswald)                  | Einheit Greifswald |
| 1986 | Thomas Mundt (Einheit Greifswald)        | Birgit Kämmer (Einheit Greifswald)             | Edgar Michalowski / Erfried Michalowsky (Einheit Greifswald)                  | Angela Michalowski / Birgit Kämmer (Einheit Greifswald)                                    | Petra Michalowsky / Erfried Michalowsky (Einheit Greifswald)                  | Einheit Greifswald |
| 1987 | Thomas Mundt (Einheit Greifswald)        | Monika Cassens (HSG Lok HfV Dresden)           | Thomas Mundt / Kai Abraham (Einheit Greifswald / EBT Berlin)                  | Monika Cassens / Petra Michalowsky (HSG Lok HfV Dresden / Einheit Greifswald)              | Monika Cassens / Thomas Mundt (HSG Lok HfV Dresden / Einheit Greifswald)      | Einheit Greifswald |
| 1988 | Thomas Mundt (Einheit Greifswald)        | Monika Cassens (HSG Lok HfV Dresden)           | Edgar Michalowski / Erfried Michalowsky (Einheit Greifswald)                  | Monika Cassens / Petra Michalowsky (HSG Lok HfV Dresden / Einheit Greifswald)              | Monika Cassens / Thomas Mundt (HSG Lok HfV Dresden / Einheit Greifswald)      | Einheit Greifswald |
| 1989 | Kai Abraham (EBT Berlin)                 | Petra Michalowsky (Einheit Greifswald)         | Thomas Mundt / André Wiechmann (Einheit Greifswald)                           | Monika Cassens / Petra Michalowsky (HSG Lok HfV Dresden / Einheit Greifswald)              | Petra Michalowsky / Erfried Michalowsky (Einheit Greifswald)                  | Einheit Greifswald |
| 1990 | Thomas Mundt (Einheit Greifswald)        | Petra Michalowsky (Einheit Greifswald)         | Thomas Mundt / André Wiechmann (Einheit Greifswald)                           | Monika Cassens / Petra Michalowsky (HSG Lok HfV Dresden / Einheit Greifswald)              | Petra Michalowsky / Thomas Mundt (Einheit Greifswald)                         | Einheit Greifswald |